# 紅海觸角䲁
紅海觸角䲁（學名：Antennablennius hypenetes），為輻鰭魚綱鳚形目䲁科觸角䲁屬的一種，分布於西印度洋紅海至波斯灣海域，深度0至2公尺，本魚體長橢圓形，稍側扁，頭鈍短，頭部有觸鬚，上頜齒可自由活動，背鰭硬棘12-13枚、背鰭軟條16-20枚、臀鰭硬棘2枚、臀鰭軟條19-21枚，體長可達6.5公分，棲息在沿海岩岸淺水域，通常躲在洞穴，以藻類為食，雌魚產附著性卵，雄魚有護卵行為。